# Irvine Glacier
Irvine Glacier är en glaciär i Antarktis. Den ligger i Västantarktis. Argentina, Chile och Storbritannien gör anspråk på området. Irvine Glacier ligger 114 meter över havet.
Terrängen runt Irvine Glacier är varierad. Trakten är obefolkad. Det finns inga samhällen i närheten.